# Alber von Windberg
Priester Alber nannte sich der bayerische Geistliche Alber von Windberg († um 1200), der in den 1190er Jahren die lateinische Visionserzählung von der Jenseitsreise des Ritters Tundalus (lat. Visio Tnugdali) in etwa 2200 mittelhochdeutsche Verse brachte.
Das Werk über den Ritter Tundalus, der Hölle und Himmel erlebte, sollte erzieherisch auf den deutschen Adel einwirken.
Über die Umstände dieser Bearbeitung ist verhältnismäßig viel bekannt. Alber stand in enger Verbindung zu dem Prämonstratenserkloster Windberg (bei Straubing). Er nennt einen Herrn beziehungsweise Bruder Konrad von Windberg, der ihn zur Versifizierung angeregt habe (möglicherweise derselbe Konrad, der seit 1191 der zweite Abt des Klosters war).
Bemerkenswert ist dieses Beispiel frühmittelhochdeutscher Klosterliteratur auch deswegen, weil das lateinische Textexemplar aus Windberger Besitz, nach dem Alber arbeitete, erhalten geblieben ist. Die dadurch möglichen genauen Vergleiche geben Aufschluss über die Arbeitsweise und inhaltlichen Interessen Albers und seines mutmaßlichen Publikums. Der mittelhochdeutsche Text ist nur in einem einzigen, deutlich jüngeren Exemplar im Rahmen einer geistlichen Sammelhandschrift (heute in der Österreichischen Nationalbibliothek in Wien: Cod. 2696, um 1300 geschrieben) überliefert.